# کوه رتل
کوه رتل (به انگلیسی: Rethel Mountain) یک کوه در کانادا است که در بریتیش کلمبیا واقع شده‌است. کوه رتل ۲٬۴۰۸ متر بالاتر از سطح دریا واقع شده‌است.